# فونيلانديا
فونيلانديا بلدية في ولاية ميناس جيرايس في المنطقة الجنوبية الشرقية من البرازيل.